# Grand Prix Czechosłowacji 1949
Grand Prix Czechosłowacji 1949, oficj. I Velká cena Československa – nieoficjalny wyścig Formuły 1, który się odbył 25 września 1949 roku na torze Autodrom Brno. Były to jedyne zawody Formuły 1 rozgrywane w Czechosłowacji, chociaż pod nazwą Grand Prix Czechosłowacji odbywały się również inne wyścigi samochodowe. Wyścig, który oglądało 380 tysięcy widzów, wygrał Peter Whitehead w Ferrari.

## Lista startowa
Źródło: StatsF1, ChicaneF1
| Nr | Kierowca                | Zespół             | Samochód          | Silnik      |       |
| -- | ----------------------- | ------------------ | ----------------- | ----------- | ----- |
| 1  | Johnny Claes            | Ecurie Belge       | Talbot-Lago T26C  | Talbot R6   | ?     |
| 2  | Pierre Levegh           | P. Bouillin        | Talbot-Lago T26C  | Talbot R6   | ?     |
| 3  | Philippe Étancelin      | Philippe Étancelin | Talbot-Lago T26C  | Talbot R6   | ?     |
| 4  | Louis Rosier            | Ecurie France      | Talbot-Lago T26C  | Talbot R6   | ?     |
| 5  | Giuseppe Farina         | Scuderia Milano    | Maserati 4CLT/48  | Maserati R4 | ?     |
| 6  | Piero Carini            | Piero Carini       | Maserati 4CLT/48  | Maserati R4 | ?     |
| 7  | Louis Chiron            | Louis Chiron       | Maserati 4CLT/48  | Maserati R4 | ?     |
| 8  | Henri Louveau           | Henri Louveau      | Maserati 4CL      | Maserati R4 | ?     |
| 9  | Emmanuel de Graffenried | Scuderia E.Platé   | Maserati 4CLT/48  | Maserati R4 | ?     |
| 10 | Prince Bira             | Scuderia E.Platé   | Maserati 4CLT/48  | Maserati R4 | ?     |
| 11 | David Murray            | L.Brooke           | Maserati 4CLT/48  | Maserati R4 | ?     |
| 12 | Reg Parnell             | Reg Parnell        | Maserati 4CLT/48  | Maserati R4 | ?     |
| 14 | Peter Whitehead         | Peter Whitehead    | Ferrari 125       | Ferrari V12 | ?     |
| 15 | Franco Cortese          | Franco Cortese     | Ferrari 166 S     | Ferrari V12 | ?     |
| 17 | Maurice Trintignant     | Equipe Gordini     | Simca-Gordini T15 | Gordini R4  | ?     |
| 18 | Robert Manzon           | Equipe Gordini     | Simca-Gordini T15 | Gordini R4  | ?     |
| 19 | Zdeník Trejbal          | Equipe Gordini     | Simca-Gordini T15 | Gordini R4  | ?     |
| 21 | Jiří Pohl               | Jiří Pohl          | MG K              | MG R6       | ?     |
| 22 | Bruno Sojka             | Bruno Sojka        | Tatra Plan        | Tatra V8    | ?     |
| 23 | Vladimír Formánek       | Vladimír Formánek  | Cisitalia D46     | FIAT R4     | ?     |
| 24 | Antonín Komár           | Antonín Komár      | Cisitalia D46     | FIAT R4     | ?     |
| 25 | Václav Uher             | Václav Uher        | Maserati 6CM      | Maserati R6 | ?     |
| 26 | Jaroslav Vlček          | Jaroslav Vlček     | Magda II          | FIAT R6     | ?     |
| 27 | František Dobrý         | František Dobrý    | BMW 328           | BMW R6      | ?     |
| 28 | Karel Vlasín            | Karel Vlasín       | JK Mono           | Lancia V4   | ?     |
| 41 | Aldo Gordini            | Equipe Gordini     | Simca-Gordini T15 | Gordini R4  | ?     |
|    | Luigi Chinetti          | Luigi Chinetti     | Ferrari 125       | Ferrari V12 | ?     |
|    | Marc Versini            | Marc Versini       | Delage            | Delage      | ?     |
| Nr | Kierowca                | Zespół             | Samochód          | Silnik      | Opony |

## Wyniki
Źródło: UltimateRacingHistory.com, ChicaneF1
| 1                                                     |    | 14       | Peter Whitehead         | Ferrari        | 20            | 2h48m41,0 |                                        |
| 2                                                     |    | 3        | Philippe Étancelin      | Talbot-Lago    | 20            | +35,6     |                                        |
| 3                                                     |    | 15       | Franco Cortese          | Ferrari        | 20            | +4m49,4   |                                        |
| 4                                                     |    | 2        | Pierre Levegh           | Talbot-Lago    | 19            | +1 okr.   |                                        |
| 5                                                     |    | 8        | Henri Louveau           | Maserati       | 19            | +1 okr.   |                                        |
| 6                                                     |    | 1        | Johnny Claes            | Talbot-Lago    | 19            | +1 okr.   |                                        |
| 7                                                     |    | 6        | Piero Carini            | Maserati       | 19            | +1 okr.   |                                        |
| 8                                                     |    | 4        | Louis Rosier            | Talbot-Lago    | 19            | +1 okr.   |                                        |
| 9                                                     |    | 22       | Bruno Sojka             | Tatra          | 18            | +2 okr.   |                                        |
| 10                                                    |    | 26       | Jaroslav Vlček          | Magda-FIAT     | 17            | +3 okr.   |                                        |
| 11                                                    |    | 27       | František Dobrý         | BMW            | 17            | +3 okr.   |                                        |
| Niesklasyfikowani                                     |    |          |                         |                |               |           |                                        |
|                                                       |    | 9        | Emmanuel de Graffenried | Maserati       | 13            |           | silnik                                 |
|                                                       |    | 11       | David Murray            | Maserati       | 13            |           | silnik                                 |
|                                                       |    | 17       | Maurice Trintignant     | Simca-Gordini  | 9             |           | wypadek                                |
|                                                       |    | 7        | Louis Chiron            | Maserati       | 8             |           | skrzynia biegów                        |
|                                                       |    | 24       | Antonín Komár           | Cisitalia-FIAT | 6             |           | silnik                                 |
|                                                       |    | 18       | Robert Manzon           | Simca-Gordini  | 4             |           | rozrząd                                |
|                                                       |    | 10       | Prince Bira             | Maserati       | 3             |           | wypadek                                |
|                                                       |    | 19       | Zdeník Trejbal          | Simca-Gordini  | 2             |           | silnik                                 |
|                                                       |    | 41       | Aldo Gordini            | Simca-Gordini  | 1             |           | zawieszenie                            |
|                                                       |    | 23       | Vladimír Formánek       | Cisitalia-FIAT | 1             |           | nie ukończył                           |
|                                                       |    | 12       | Reg Parnell             | Maserati       | 1             |           | wypadek                                |
|                                                       |    | 5        | Giuseppe Farina         | Maserati       | 1             |           | wypadek                                |
| Nie wystartowali / niedopuszczeni do ponownego startu |    |          |                         |                |               |           |                                        |
|                                                       |    |          | Luigi Chinetti          | Ferrari        |               |           |                                        |
|                                                       |    |          | Marc Versini            | Delage         |               |           |                                        |
|                                                       |    | 21       | Jiří Pohl               | MG             |               |           |                                        |
|                                                       |    | 25       | Václav Uher             | Maserati       |               |           | śmiertelny wypadek podczas treningów   |
|                                                       |    | 28       | Karel Vlasín            | JK-Lancia      |               |           | kolizja z ciężarówką podczas treningów |
| P                                                     | Nr | Kierowca | Konstruktor             | Okr.           | Czas / Strata | Komentarz |                                        |